# Rhyacophila leechi
Rhyacophila leechi là một loài Trichoptera trong họ Rhyacophilidae. Chúng phân bố ở miền Tân bắc.